# Bahnstrecke Brintbodarna–Malung
| Haltestelle Tyngen etwa 1910 |                      |                                           |                              |
| Streckenlänge: | 28 km                |                                           |                              |
| Spurweite: | 1435 mm (Normalspur) |                                           |                              |
| |                      |                                           |                              |
| \| \| \| Västerdalsbanan von Särna \| \| \| \| 200,600 \| Malung (15. Sept. 1892) \| 302 m ö.h. \| \| \| \| Västerdalsbanan nach Vansbro \| \| \| \| 194,140 \| Tyngen \| 298 m ö.h. \| \| \| 189,500 \| Öje / Hånäset \| 299 m ö.h. \| \| \| 188,700 \| Öje grusgrop (1894–1935), etwa 400 m \| 278 m ö.h. \| \| \| \| Bötåberget[1] \| 373 m ö.h. \| \| \| 179,700 \| Löderån (1909), Anschluss Torfbahn \| 342 m ö.h. \| \| \| \| Finnbodarna[1] \| \| \| \| \| Inlandsbanan von Vansbro \| \| \| \| 172,900 \| Brintbodarna (1. Okt. 1891–1. Sept. 1969) \| 251 m ö.h. \| \| \| \| Inlandsbanan nach Mora \| \| \| \| \| \| \| \| Quellen: [2][3] \| \| \| \| |                      |                                           |                              |
| Strecke |                      | Västerdalsbanan von Särna                 | Västerdalsbanan von Särna    |
| Dienststation / Betriebs- oder Güterbahnhof | 200,600              | Malung (15. Sept. 1892)                   | 302 m ö.h.                   |
| Abzweig ehemals geradeaus und nach rechts |                      | Västerdalsbanan nach Vansbro              | Västerdalsbanan nach Vansbro |
| Haltepunkt / Haltestelle (Strecke außer Betrieb) | 194,140              | Tyngen                                    | 298 m ö.h.                   |
| Bahnhof (Strecke außer Betrieb) | 189,500              | Öje / Hånäset                             | 299 m ö.h.                   |
| Abzweig geradeaus und nach rechts (Strecke außer Betrieb) | 188,700              | Öje grusgrop (1894–1935), etwa 400 m      | 278 m ö.h.                   |
| Haltepunkt / Haltestelle (Strecke außer Betrieb) |                      | Bötåberget                                | 373 m ö.h.                   |
| Haltepunkt / Haltestelle (Strecke außer Betrieb) | 179,700              | Löderån (1909), Anschluss Torfbahn        | 342 m ö.h.                   |
| Haltepunkt / Haltestelle (Strecke außer Betrieb) |                      | Finnbodarna                               | Finnbodarna                  |
| Abzweig geradeaus und von rechts (Strecke außer Betrieb) |                      | Inlandsbanan von Vansbro                  | Inlandsbanan von Vansbro     |
| Bahnhof (Strecke außer Betrieb) | 172,900              | Brintbodarna (1. Okt. 1891–1. Sept. 1969) | 251 m ö.h.                   |
| Strecke (außer Betrieb) |                      | Inlandsbanan nach Mora                    | Inlandsbanan nach Mora       |
| |                      |                                           |                              |
| Quellen: |                      |                                           |                              |

Die Bahnstrecke Brintbodarna–Malung war eine schwedische Eisenbahnstrecke und führte von Brintbodarna nach Malung in der Provinz Dalarnas län.

## Geschichte
Die Strecke wurde von der Mora-Värnens aktiebolag, die seit 1887 die Strecke von Persberg nach Mora betrieb, gebaut. Mora-Värnens aktiebolag bestand vom 3. Dezember 1886 bis 1. Januar 1917 als private Eisenbahngesellschaft und wurde dann vom Staat übernommen.
Die 28 km lange Strecke wurde am 15. September 1892 von König Oscar II. eingeweiht und war die erste Eisenbahnverbindung nach Malung.
Die Fahrzeit betrug etwa 1,5 Stunden. Die Strecke führte durch eine unbesiedelte Landschaft, erst mit der Eisenbahn entstanden entlang der Strecke neue Ansiedlungen (einschließlich des Bahnhofs Hånäset/Öje) und Industrieanlagen.
Bevor der Bau der Strecke begann, wurde eine Linienführung von Vansbro über Äppelbo nach Malung diskutiert, die jedoch nicht zur Ausführung kam.
Der letzte Zug fuhr am 4. September 1934, ab dem 5. September 1934 wurde die Strecke durch die neue Strecke zwischen Vansbro und Malung ersetzt. Das Gleis wurde im Dezember 1935 abgebaut. Der Bahndamm ist heute eine Straße.

## Technische Einrichtungen
In Brintbodarna gab es eine Drehscheibe sowie ein Bahnwärterhaus, einen Wasserturm und das Bahnhofsgebäude.

## Verkehr
Von Anfang an gab es täglich nur einen Zug in jede Richtung, dieser beförderte Personen und Güter. Die Fahrt dauerte etwa eineinhalb Stunden. In Brintbodarna konnte nach Vansbro und Mora umgestiegen werden, wobei es lange Wartezeiten gab.
In Löderån gab es eine Torffabrik. Diese betrieb eine Feldbahn zum Abbaugebiet.
Der Anstieg nach Bötåberget war schwierig. Der höchste Punkt lag 373 Meter über dem Meeresspiegel. Teilweise mussten die Güterzüge zurückfahren, um mit Anlauf den Berg überqueren zu können. Bei den Personenzügen mussten die Reisenden manchmal aussteigen und am Zug entlanggehen, damit er zur Haltestelle Bötåberget gelangen konnte. Das Bahnwärterhaus ist noch vorhanden (2021).